# ハッピー・ハート
「ハッピー・ハート」（英語: Happy heart）は、1969年に全米チャート22位を獲得したジェームス・ラストの作品。アンディ・ウィリアムス盤とぺトゥラ・クラーク盤の競作となりアンディ盤はイージー・リスニング・チャートで第1位を記録した。

## 解説
「ハッピー・ハート」を最初に録音したのは当時アンディ・ウィリアムスのレコード制作を担当していたニック・デ・カロでイージー・リスニング・チャートで22位を記録した。アンディ・ウィリアムスはぺトゥラ・クラークのテレビ・スペシャル"Portrait of Petula"に出演し、「ハッピー・ハート」を歌いその後スタジオで録音した。番組で共演したぺトゥラ・クラークも、この曲を録音しリリースした。アメリカではほぼ同時期にリリースされた2人のシングルは編曲の差が明暗をわけ文字どおり明るく軽快に歌ったアンディ盤がややをテンポを落としバラード調で録音したぺトゥラ盤を上回るヒットとなり1969年5月に2週間イージー・リスニング・チャートでトップにたった。イギリスでも全英19位を記録した。同名のアルバムもゴールド・ディスクを獲得した。アンディ・ウィリアムスは1972年同じジェームス・ラストの作品「悲しみは空の彼方に」を録音しイージー・リスニング・チャートでは30位を記録している。

## カバー
- エド・エームス（1969年）
- チャーリー・バード（1969年）
- アニタ・カー・シンガース（1969年）
- レターメン（1969年）
- ジェリー・ヴェール（1969年）
- ロジャー・ウィリアムス（1969年）
- 黒澤久雄（1970年）